# Headroom
El headroom es el nivel de diferencia entre el nivel nominal y el punto de saturación que se debe tener en cuenta en la mezcla de audio, ya que sin este espacio la señal de salida puede alcanzar unos picos que produzcan distorsión en el canal máster.

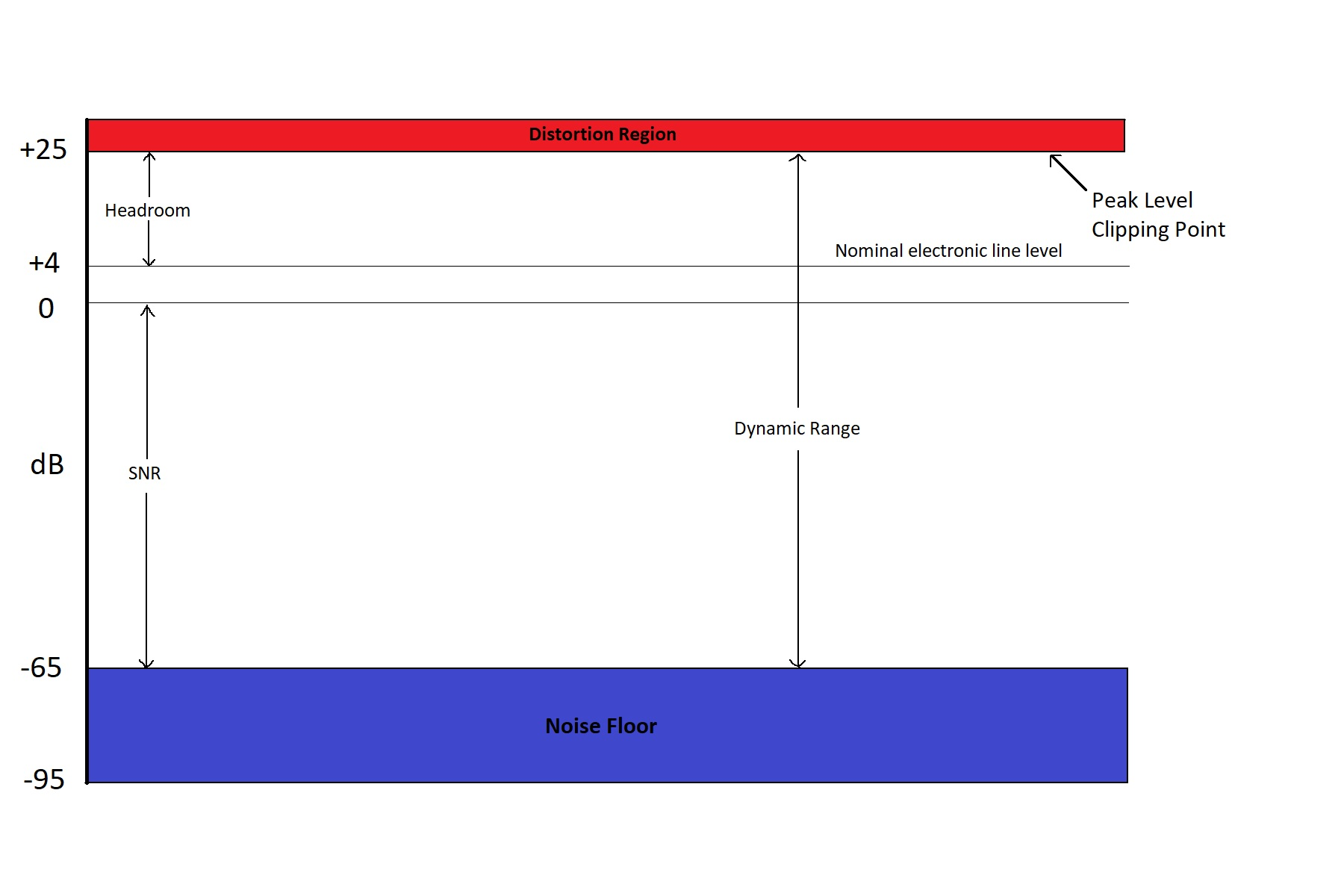
Rango de saturación audible

## Nivel nominal
El nivel nominal de los equipos profesionales se sitúa en +4 dBu, mientras que el de los equipos no profesionales opera sobre −10 dBV. En equipos profesionales es necesario tener un mayor headroom para poder trabajar con un margen suficiente antes de llegar al punto de distorsión. Este nivel se sitúa muy por encima del ruido de fondo que puede provocar el propio equipo.
El nivel habitual de +4 dBu (1,228 V) es el que encontramos en muchos equipos profesionales —aunque éste puede variar según cada fabricante y suelen especificarlo en su manual. Al trabajar con mesas analógicas, veremos que el punto cero del medidor corresponde al nivel nominal de la mesa. Todo el rango o techo dinámico del que disponemos antes de llegar a distorsionar se conoce como headroom, y habitualmente se sitúa entre los 10 y 25 dBu.

## Audio digital
En audio digital, la señal pasa de medirse en dBu a ser calculada en dBFs (decibels full scale). Aquí el nivel máximo es cero y si se sobrepasa ese valor, la señal se distorsiona.
El nivel recomendado para grabaciones profesionales digitales es entre −20 dBFs y −12 dBFs para poder disponer de un rango dinámico suficiente que nos asegure que todos los futuros procesos (EQ, compresión, etc), que tienen sus propios niveles nominales, no devuelvan un sonido saturado o cerca de estarlo.